# Liste der National Cultural Treasures auf den Philippinen
Diese Liste der National Cultural Treasures nennt die nach dem National Heritage Act of 2009 erklärten und im Rahmen der Cultural Properties of the Philippines durch die Regierung der Philippinen anerkannten Kulturdenkmäler.
Diese Liste basiert auf den amtlichen Listen, die von der Nationalkommission der Kultur und Künste, der Nationalhistorischen Kommission der Philippinen und dem Nationalmuseum der Philippinen erstellt werden.
| Cultural-Property- ID-Kennung | Name der Stätte | Beschreibung | Provinz             | City/Municipality                                     | Adresse/Lage | Koordinaten                       | Bild                                    |
| ----------------------------- | --- | ------------ | ------------------- | ----------------------------------------------------- | ------------ | --------------------------------- | --------------------------------------- |
| PH-01-0001-NCT                | Burial Caves in Sitio Alabok, Cambali |              | La Union            | Buguilin                                              |              |                                   | Direkt Bild zu diesem Denkmal hochladen |
| PH-01-0002-NCT                | Cape Bojeador Lighthouse |              | Ilocos Norte        | Burgos                                                |              |                                   | Datei hochladen                         |
| PH-01-0003-NCT                | Calasiao Church |              | Pangasinan          | Calasiao                                              |              |                                   | Datei hochladen                         |
| PH-01-0004-NCT                | Paoay Church |              | Ilocos Norte        | Paoay                                                 |              |                                   | Datei hochladen                         |
| PH-01-0005-NCT                | San Andres Apostol Parish Church |              | Ilocos Norte        | Bacarra                                               |              |                                   | Direkt Bild zu diesem Denkmal hochladen |
| PH-01-0006-NCT                | San Guillermo de Aquitania Parish Church                                                                                                   |              | Ilocos Sur          | Magsingal                                             |              |                                   | Datei hochladen                         |
| PH-01-0007-NCT                | Mestizo Section |              | Ilocos Sur          | Vigan City                                            |              |                                   | Direkt Bild zu diesem Denkmal hochladen |
| PH-01-0008-NCT                | Luna Church |              | La Union            | Luna                                                  |              |                                   | Datei hochladen                         |
| PH-01-0009-NCT                | Watchtowers of La Union: Bacnotan, Balaoan, Luna, San Fernando and San Juan                                                                |              | La Union            | Bacnotan, Balaoan, Luna, San Fernando und San Juan    |              |                                   | Datei hochladen                         |
| PH-02-0001-NCT                | Mahatao Church |              | Batanes             | Mahatao                                               |              |                                   | Datei hochladen                         |
| PH-02-0002-NCT                | Saint Matthias Church |              | Isabela             | Tumauini                                              |              |                                   | Datei hochladen                         |
| PH-02-0003-NCT                | San Raymundo de Peñaforte Parish Church |              | Cagayan             | Rizal                                                 |              |                                   | Datei hochladen                         |
| PH-02-0004-NCT                | Saint Vincent Ferrer Parish Church |              | Nueva Vizcaya       | Dupax del Sur                                         |              |                                   | Datei hochladen                         |
| PH-03-0001-NCT                | Masinloc Church |              | Zambales            | Masinloc                                              |              |                                   | Datei hochladen                         |
| PH-03-0002-NCT                | Santa Monica Parish Church of Minalin |              | Pampanga            | Minalin                                               |              |                                   | Datei hochladen                         |
| PH-03-0003-NCT                | Santiago Apostol Parish Church of Betis |              | Pampanga            | Guagua                                                |              |                                   | Datei hochladen                         |
| PH-40-0001-NCT                | Basilica Minor of San Miguel Arcangel |              | Quezon              | Tayabas City                                          |              |                                   | Datei hochladen                         |
| PH-40-0002-NCT                | Immaculate Conception Parish Church of Balayan                                                                                             |              | Batangas            | Balayan                                               |              |                                   | Datei hochladen                         |
| PH-40-0002-NCT                | Our Lady of the Assumption Parish Church of Maragondon                                                                                     |              | Cavite              | Maragondon                                            |              |                                   | Datei hochladen                         |
| PH-40-0003-NCT                | Angono Petroglyphs |              | Rizal               | Angono                                                |              |                                   | Datei hochladen                         |
| PH-40-0004-NCT                | San Gregorio Magno Parish Church |              | Laguna              | Majayjay                                              |              |                                   | Datei hochladen                         |
| PH-40-0005-NCT                | San Ildefonso Parish Church |              | Rizal               | Tanay                                                 |              |                                   | Datei hochladen                         |
| PH-40-0006-NCT                | Historic Bridges of Tayabas: Alitao, Isabel II, Francisco de Asis, Gibanga, Malagonlong, Lakawan, Mate, Ese, Despedida, Tuloy and Princesa |              | Quezon              | Tayabas City                                          |              |                                   | Datei hochladen                         |
| PH-41-0001-NCT                | Romblon Cathedral |              | Romblon             | Romblon                                               |              |                                   | Datei hochladen                         |
| PH-41-0002-NCT                | Petroglyphs in the Caves of the Tao't Bato Area                                                                                            |              | Palawan             | Quezon                                                |              |                                   | Direkt Bild zu diesem Denkmal hochladen |
| PH-41-0003-NCT                | Tabon Cave Complex |              | Palawan             | Quezon                                                |              |                                   | Datei hochladen                         |
| PH-41-0004-NCT                | Twin Forts of Romblon: Fuerza de San Antonio and Fuerza de Santiago                                                                        |              | Romblon             | Romblon                                               |              |                                   | Direkt Bild zu diesem Denkmal hochladen |
| PH-05-0001-NCT                | San Juan Bautista Parish Church |              | Albay               | Tabaco City                                           |              | 13° 21′ 34,7″ N, 123° 43′ 44,9″ O | Datei hochladen                         |
| PH-05-0002-NCT                | Nuestra Señora de la Porteria Parish Church                                                                                                |              | Albay               | Daraga                                                |              | 13° 8′ 59,5″ N, 123° 42′ 43,2″ O  | Datei hochladen                         |
| PH-06-0001-NCT                | San Joaquin Parish Church |              | Iloilo              | San Joaquin                                           |              |                                   | Datei hochladen                         |
| PH-06-0002-NCT                | Panay Church |              | Capiz               | Panay                                                 |              |                                   | Datei hochladen                         |
| PH-06-0003-NCT                | Santa Barbara Parish Church |              | Iloilo              | Santa Barbara                                         |              |                                   | Datei hochladen                         |
| PH-07-0001-NCT                | Watchtowers of Bohol: Maribojoc, Dauis, Panglao, Pamilacan, Loay and Balilihan                                                             |              | Bohol               | Maribojoc, Dauis, Panglao, Pamilacan, Loay, Balilihan |              |                                   | Datei hochladen                         |
| PH-07-0002-NCT                | Inmaculada Concepcion Parish Church |              | Bohol               | Baclayon, Bohol                                       |              | 9° 37′ 22″ N, 123° 54′ 44,1″ O    | Datei hochladen                         |
| PH-07-0003-NCT                | Nuestra Señora de la Luz Parish Church Complex                                                                                             |              | Bohol               | Loon                                                  | Poblacion    | 9° 47′ 55,6″ N, 123° 47′ 33,4″ O  | Datei hochladen                         |
| PH-07-0004-NCT                | Santisima Trinidad Parish Church |              | Bohol               | Loay, Bohol                                           |              |                                   | Datei hochladen                         |
| PH-07-0005-NCT                | Santo Niño Parish Church |              | Bohol               | Cortes, Bohol                                         |              |                                   | Datei hochladen                         |
| PH-07-0006-NCT                | Dimiao Church |              | Bohol               | Dimiao, Bohol                                         |              |                                   | Datei hochladen                         |
| PH-07-0007-NCT                | Loboc Church |              | Bohol               | Loboc                                                 |              | 9° 38′ 10,1″ N, 124° 1′ 51,8″ O   | Datei hochladen                         |
| PH-07-0008-NCT                | Maribojoc Church |              | Bohol               | Maribojoc, Bohol                                      |              |                                   | Datei hochladen                         |
| PH-07-0009-NCT                | Dauis Church |              | Bohol               | Dauis, Bohol                                          |              |                                   | Datei hochladen                         |
| PH-07-0010-NCT                | Nuestra Señora de Patrocinio Parish Church                                                                                                 |              | Cebu                | Boljoon, Cebu                                         |              |                                   | Datei hochladen                         |
| PH-07-0011-NCT                | San Isidro Labrador Parish Church |              | Siquijor            | Lazi, Siquijor                                        |              |                                   | Datei hochladen                         |
| PH-07-0012-NCT                | San Agustin Parish Church |              | Negros Oriental     | Bacong, Negros Oriental                               |              |                                   | Datei hochladen                         |
| PH-08-0001-NCT                | Guiuan Church |              | Eastern Samar       | Guiuan, Eastern Samar                                 |              |                                   | Datei hochladen                         |
| PH-08-0002-NCT                | Capul Church |              | Northern Samar      | Capul, Northern Samar                                 |              |                                   | Direkt Bild zu diesem Denkmal hochladen |
| PH-09-0001-NCT                | Relief Map of Mindanao |              | Zamboanga del Norte | Dapitan City, Zamboanga del Norte                     |              |                                   | Direkt Bild zu diesem Denkmal hochladen |
| PH-09-0002-NCT                | Fort Pilar |              | Zamboanga del Sur   | Zamboanga City, Zamboanga del Sur                     |              |                                   | Datei hochladen                         |
| PH-10-0001-NCT                | Inmaculada Concepcion Parish Church of Jasaan                                                                                              |              | Misamis Oriental    | Jasaan, Misamis Oriental                              |              |                                   | Datei hochladen                         |
| PH-10-0002-NCT                | San Juan Bautista Parish Church |              | Misamis Occidental  | Jimenez, Misamis Occidental                           |              |                                   | Direkt Bild zu diesem Denkmal hochladen |
| PH-13-0001-NCT                | Balangays in the Vicinity of Butuan |              | Agusan del Norte    | Butuan City, Agusan del Norte                         |              |                                   | Direkt Bild zu diesem Denkmal hochladen |
| PH-14-0001-NCT                | Karim Ul-Makhdum Mosque |              | Tawi-Tawi           | Simunul, Tawi-Tawi                                    |              |                                   | Direkt Bild zu diesem Denkmal hochladen |
| PH-14-0002-NCT                | Kawayan Torogan |              | Lanao del Sur       | Tugaya, Lanao del Sur                                 |              |                                   | Direkt Bild zu diesem Denkmal hochladen |
| PH-15-0001-NCT                | Ifugao Rice Terraces |              | Ifugao              | Banaue, Ifugao                                        |              |                                   | Datei hochladen                         |
| PH-15-0002-NCT                | Kabayan-MumienMummy Caves of Alab |              | Mountain Province   | Bontoc, Mountain Province                             |              |                                   | Direkt Bild zu diesem Denkmal hochladen |
| PH-15-0003-NCT                | Mummy Caves of Kabayan |              | Benguet             | Kabayan, Benguet                                      |              |                                   | Direkt Bild zu diesem Denkmal hochladen |
| PH-15-0004-NCT                | Mummy Caves of Sagada |              | Mountain Province   | Sagada, Mountain Province                             |              |                                   | Datei hochladen                         |
| PH-15-0005-NCT                | Petroglyphs of Alab |              | Mountain Province   | Bontoc, Mountain Province                             |              |                                   | Direkt Bild zu diesem Denkmal hochladen |
| PH-15-0006-NCT                | Stone Agricultural Calendars of Dap-ay Guiday in Besao                                                                                     |              | Mountain Province   | Bontoc, Mountain Province                             |              |                                   | Direkt Bild zu diesem Denkmal hochladen |
| PH-15-0007-NCT                | Santa Catalina de Alejandria Parish Church                                                                                                 |              | Abra                | Tayum, Abra                                           |              |                                   | Datei hochladen                         |
| PH-16-0001-NCT                | San Agustin Church (Manila) |              | Metro Manila        | Intramuros, Manila                                    |              |                                   | Datei hochladen                         |
| PH-16-0002-NCT                | Santa Ana Site Museum |              | Metro Manila        | Santa Ana                                             |              |                                   | Datei hochladen                         |
| PH-16-0003-NCT                | Camarin de la Virgen of Nuestra Señora de los Desamparados Parish Church                                                                   |              | Metro Manila        | Santa Ana                                             |              |                                   | Datei hochladen                         |
| PH-16-0004-NCT                | Manila Metropolitan Theater |              | Metro Manila        | City of Manila, Metro Manila                          |              |                                   | Datei hochladen                         |
| PH-16-0005-NCT                | Bonifacio Monument |              | Metro Manila        | Caloocan City                                         |              |                                   | Direkt Bild zu diesem Denkmal hochladen |
| PH-16-0006-NCT                | University of Santo Tomas Main Building, Central Seminary, Arch of the Centuries and Open Spaces                                           |              | Metro Manila        | Sampaloc                                              |              |                                   | Direkt Bild zu diesem Denkmal hochladen |
| PH-16-0007-NCT                | San Sebastian Church (Manila) |              | Metro Manila        | Quiapo                                                |              |                                   | Datei hochladen                         |
| PH-16-0008-NCT                | Santo Domingo Church Complex and its Liturgical Objects                                                                                    |              | Metro Manila        | Quezon City                                           |              |                                   | Datei hochladen                         |
| PH-16-0009-NCT                | Rizal Monument |              | Metro Manila        | Rizal-Park                                            |              |                                   | Datei hochladen                         |